# Mihai Dolgan
Mihai Dolgan (n. 14 martie 1942, Vladimireuca, România – d. 16 martie 2008, Chișinău, Republica Moldova) a fost un compozitor și interpret de muzică ușoară din Republica Moldova. În 1949 a fost deportat cu părinții în Siberia, unde a fost încarcerat în GULAG. Revenit în țară, în anii 1956–1967 a lucrat ca acordeonist la Casa de cultură din Sângerei. În anii 1959-1962, a studiat la Colegiul de Muzică „Ștefan Neaga” din Chișinău. Fondatorul formației Noroc (1967). 
Între anii 1971 și 1974 a lucrat la diverse filarmonici din Rusia și Ucraina sovietice. Din anul 1974 este conducătorul formației „Contemporanul”, unde s-au produs majoritatea talentelor de interpreți vocali și instrumentali din RSSM.  Mihai Dolgan a lansat mai multe piese: „Cântă un artist”, „Chișinăul meu cel mic”, „Basarabia”, „Primăvara”, „Dor, dorule”, „Soare”, „Toamnele” etc. Șlagărul „De ce plâng chitarele” a devenit popular în toată lumea. 

## In memoriam
- 2012 - La aniversarea a 60 ani de la nașterea muzicianului, Poșta Republicii Moldova a emis un timbru poștal cu efigia lui Dolgan

La 12 octombrie 2018, în memoria lui Mihai Dolgan, a fost inaugurat un scuar la intersecția bd. Ștefan cel Mare și Sfânt cu str. Bulgară din Chișinău 

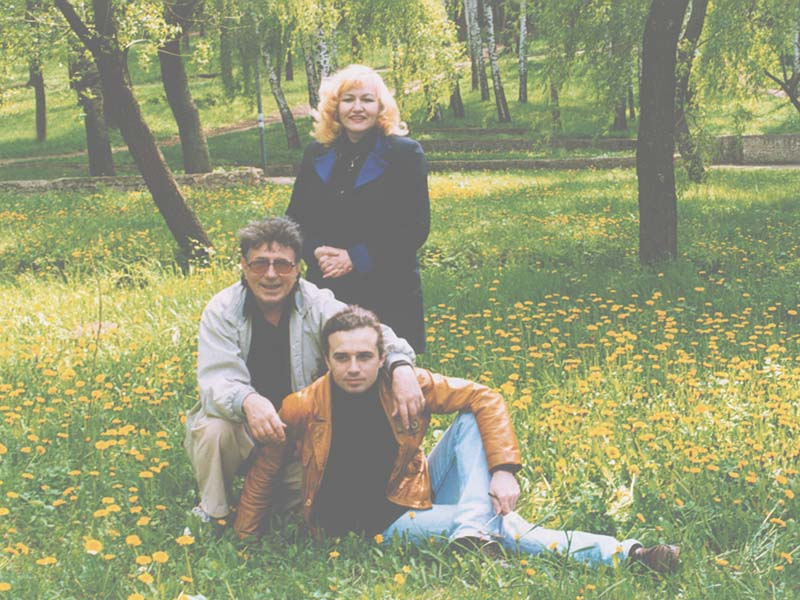
Familia Dolgan

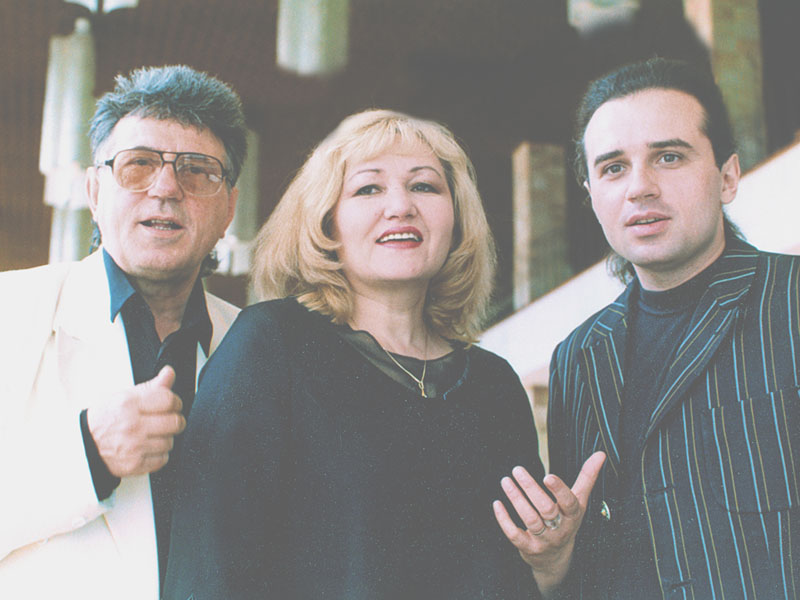
Familia Dolgan

## Discografie
- ВИА «Норок» (VIA «Noroc») [1968]
- ВИА «Норок» (1969)
- Ансамбль «Норок» (Ansamblul „Noroc”) [1987]

## Ediții muzicale
- „Ochii tăi, Moldova” : Culegere de muzică folk, Chișinău : Literatura Artistică, 1982.

## Titlurile onorifice și distincțiile
- Artist Emerit din Republica Moldova (1977)
- Artist al Poporului (1988)
- Ordinul Republicii (2001)[1]